# 20
Het jaar 20 is het 20e jaar in de 1e eeuw volgens de christelijke jaartelling.

## Gebeurtenissen

### Italië
- Keizer Tiberius maakt zijn zoon Drusus de Jongere, tot erfgenaam en troonopvolger van de Julisch-Claudische dynastie.
- De Senaat stelt een onderzoek in naar de moord van Germanicus, zonder bewijs wordt Gnaius Calpurnius Piso schuldig bevonden. In Rome pleegt hij zelfmoord uit vrees voor een veroordeling.

### Numidië
- Numidische stammen onder leiding van Tacfarinas bedreigen de bevoorradingslijnen van het Romeinse leger. Om de opstand te onderdrukken wordt Legio IX Hispana naar Africa gestuurd.

## Overleden
- Gnaius Calpurnius Piso, Romeins consul en staatsman
- Vipsania Agrippina, dochter van Marcus Vipsanius Agrippa
- Verrius Flaccus, Romeins grammaticus (auteur van De Verborum Significatu)